# Iaia
Iaia är en ö i Kiribati.   Den ligger i örådet Abaiang och ögruppen Gilbertöarna, i den norra delen av landet, 70 km norr om huvudstaden Tarawa.
Terrängen på Iaia är varierad. Öns högsta punkt är 11 meter över havet. 